# HMS Whaddon (L45)
«Воддон» (англ. HMS Whaddon (L45) — військовий корабель, ескортний міноносець типу «Хант» «I» підтипу Королівського військово-морського флоту Великої Британії часів Другої світової війни.
«Воддон» закладений 27 липня 1939 року на верфі компанії Alexander Stephen and Sons у Лінтгаузі. 16 липня 1940 року він був спущений на воду, а 28 лютого 1941 року увійшов до складу Королівських ВМС Великої Британії.
Ескортний міноносець «Воддон» брав участь у бойових діях на морі в Другій світовій війні, змагався біля західних берегів Європи, в Середземному морі, брав участь в охороні конвоїв, підтримував висадку морського десанту на Сицилію, в Салерно та на півдні Франції.
За проявлену мужність та стійкість у боях бойовий корабель заохочений сьома бойовими відзнаками.

## Історія служби
Ескортний міноносець «Воддон» брав активну участь у бойових діях під час Другої світової війни. Більшість своєї кар'єри провів, виконуючи бойові завдання в акваторії Північного та Середземного морів. У березні 1943 року корабель перейшов з конвоєм WS 28 на Близький Схід разом з есмінцями «Бедсворт», «Дуглас», «Еггесфорд», «Готленд» і польським «Краков'як» та шлюпами «Вудпеккер» і «Врен» для виконання бойових завдань в акваторії Середземного моря.
8 червня 1943 року оперативна група Королівського флоту з 5 крейсерів, 8 есмінців і 3 торпедних катерів здійснила обстріл головного порту на острові Пантеллерія з моря. За результатами удару ВМС з борту флагманського корабля крейсеру «Аврора» під прапором адмірала Е.Каннінгема особисто спостерігав Головнокомандувач союзними військами генерал Д.Ейзенхауер.